# Артенья
Артенья (итал. Artegna) — город в Италии, расположен в регионе Фриули-Венеция-Джулия, подчинён административному центру Удине (провинция).
Население составляет 2904 человека, плотность населения составляет 264 чел./км². Занимает площадь 11 км². Почтовый индекс — 33011. Телефонный код — 00432.